# Tommi Vaiho
Tommi Mikael Vaiho (Järfälla, 13 settembre 1988) è un calciatore svedese, portiere svincolato.

## Carriera

### Club
Nato nel comune di Järfälla, nei dintorni della capitale Stoccolma, Vaiho è cresciuto nel Brommapojkarna prima di entrare a far parte delle giovanili del Djurgården a partire dal 2003. In alcune occasioni ha fatto anche parte della prima squadra: la prima volta risale al 2005 per una partita di Royal League.
Dal 2007 al 2009 è stato il terzo portiere della prima squadra dietro a Pa Dembo Touray e a Oskar Wahlström, ma nel frattempo ha giocato anche in prestito in squadre minori: al Värtans IK (in Division 2 nel 2007), all'IK Frej (ancora in Division 2 nel 2008) e al Vasalunds IF, con cui ha collezionato le prime 19 presenze nel campionato di Superettan nel 2009.
Con l'addio di Wahlström a partire dalla stagione 2010, Vaiho è diventato il secondo portiere del Djurgården dietro a Touray. Il suo debutto nella massima serie è avvenuto il 14 marzo 2010 in occasione della prima giornata dell'Allsvenskan 2010, conclusa con la sconfitta esterna per 2-1 contro l'Häcken. Nel 2012 ha giocato titolare dalla sesta alla diciassettesima giornata, prima di essere nuovamente chiuso dal nuovo arrivato Kenneth Høie. In tre anni ha avuto modo di giocare complessivamente 23 partite in Allsvenskan.
Per trovare maggiore spazio, nel gennaio 2013 Vaiho ha lasciato il Djurgården per approdare al GAIS, una delle squadre della città di Göteborg, appena retrocessa in Superettan. Nell'arco di quattro campionati ha saltato solo due partite, entrambe per squalifica, giocandone 118 su 120.
Scaduto il contratto con il GAIS, dalla stagione sportiva 2017 Vaiho è ritornato al Djurgården per rivestire nuovamente il ruolo di riserva, questa volta dietro all'ex portiere della Nazionale Andreas Isaksson. A partire dalla tredicesima giornata dell'Allsvenskan 2019 il duo di tecnici composto da Kim Bergstrand e Thomas Lagerlöf ha deciso di assegnare il ruolo di titolare a Vaiho ai danni del norvegese Per Kristian Bråtveit arrivato a inizio stagione. Il Djurgården ha poi terminato quel campionato al 1º posto in classifica vincendo il titolo nazionale, con Vaiho che ha giocato 20 delle 30 partite in calendario. Vaiho è stato titolare anche nelle prime tre giornate dell'Allsvenskan 2020, poi per parte di quel campionato si è seduto in panchina in favore di Bråtveit, infine nelle ultime nove giornate si è ripreso il posto tra i pali. Nel corso della stagione 2021, tuttavia, Vaiho ha rivestito il ruolo di terzo portiere dietro al russo Aleksandr Vasjutin (infortunatosi però per cinque mesi e mezzo) e dietro al suo vice Jacob Widell Zetterström.
Chiuso dalla permanenza degli altri due portieri, nel febbraio 2022 – prima dell'inizio della stagione – ha lasciato il Djurgården per approdare in prestito al Sirius tramite un prestito inizialmente valido fino all'estate seguente poi esteso fino a fine anno. ma poi prorogato fino a fine 2022.
Per il 2023 ha invece fatto ritorno al Djurgården per ricoprire nuovamente il ruolo di riserva di Jacob Widell Zetterström. In quel campionato ha totalizzato sette presenze, l'ultima delle quali collezionata in occasione della penultima giornata, ovvero l'ultima in casa, quando Vaiho è entrato nel finale di partita appositamente per ricevere una standing ovation dai tifosi, visto che già in precedenza il club aveva comunicato che il suo contratto in scadenza non sarebbe stato rinnovato.
Nel marzo 2024, a pochi giorni dall'inizio dell'Allsvenskan 2024, Vaiho è stato ingaggiato dall'IFK Norrköping con un accordo di pochi mesi valido fino alla fine del mese di giugno. Durante questo breve periodo ha sempre ricoperto il ruolo di terzo portiere dietro a Oscar Jansson e alla giovane riserva David Andersson, senza mai andare in panchina. In estate il suo contratto in scadenza non è stato rinnovato.

### Nazionale
Ha giocato nella nazionale svedese Under-17.

## Palmarès

### Competizioni nazionali
- Campionato svedese: 1

Djurgården: 2019
- Coppa di Svezia: 1

Djurgården: 2017-2018